# Внешняя политика Молдовы
Внешняя политика Молдовы — общий курс Республики Молдова в международных делах. Внешняя политика регулирует отношения Республики Молдова с другими государствами. Реализацией этой политики занимается Министерство иностранных дел и европейской интеграции Республики Молдова.

## Нейтралитет
Статья 11 Конституции Молдовы гласит: «Республика Молдова провозглашает свой постоянный нейтралитет. Республика Молдова не допускает размещения на своей территории вооружённых сил других государств».
Таким образом, поскольку нейтралитет Молдовы закреплён в её конституции, у страны нет планов по вступлению ни в НАТО, ни в ОДКБ.

## История
27 августа 1991 года была провозглашена независимость Республики Молдова, основные дипломатические усилия молодого государства были направлены на установление отношений с государствами пост-советского пространства, а также на получение международного признания и привлечение международного внимания на конфликт в Приднестровье. К началу 1995 года Молдова была признана более чем 170 государствами, включая Соединённые Штаты Америки, хотя иностранное дипломатическое присутствие в Кишиневе оставалось ограниченным. По состоянию на начало 1995 года Молдова была принята в несколько международных организациях, включая ОБСЕ, Организацию Объединённых Наций, Международный валютный фонд, Всемирный банк, Европейский банк реконструкции и развития и Совете евро-атлантического партнёрства, а также Молдова получила статус наблюдателя во Всемирной торговой организации.
К середине 1994 года Молдова взяла под свой контроль вооружения бывшего Советского Союза, оставшееся после распада на контролируемой Кишинёвом территории, а также ратифицировала Договор об обычных вооружённых силах в Европе. В октябре 1994 года Молдова присоединилась к Договору о нераспространении ядерного оружия, а в декабре 2004 года к Конвенции о биологическом оружии. Молдова не имеет ядерного, биологического или химического оружия. 16 марта 1994 года Молдова присоединилась к Партнёрству во имя мира в рамках содружества с НАТО. Молдова не является участником Организации Договора о коллективной безопасности. В 1998 году Молдова приняла участие в создании региональной организации ГУАМ, вместе с Грузией, Украиной и Азербайджаном.
Первым государством, признавшим независимость Молдовы, была соседняя Румыния. В те годы Президент Румынии Ион Илиеску старался поддерживать позитивные отношения с Россией и не стал вмешиваться в Вооружённый конфликт в Приднестровье.
Для Молдовы очень важны отношения с Россией, по сей день на территории страны располагается Оперативная группа российских войск в Приднестровье. Молдова является членом Содружества Независимых Государств (СНГ), в которое входит Россия и 9 постсоветских соседей. В России работает множество мигрантов из Молдовы. В 2011 году на страны СНГ пришёлся 41 % экспорта Молдовы (2/3 из которого на Россию) и 33 % импорта.
Отношения между Республикой Молдова и Украиной более ровные, так как свободны от эмоциональной нагрузки, характерной для отношений Молдовы с Румынией и Российской Федерацией. У Украины нет претензий к Молдове, связанных с историей, лингвистикой, религией или национальной идентичности.
Отношения между Молдовой и Европейским союзом (EС) в настоящее время регулируются Европейской политикой соседства (EПС), инструментом внешней политики ЕС в отношении соседних с ним стран. Европейский союз развивает всё более тесные взаимоотношения с Молдовой, выходя за рамки сотрудничества, стремясь к постепенной экономической интеграции и углублению политического сотрудничества. ЕС открыло своё представительство в Кишинёве (столице Молдовы) и назначил 23 марта 2005 года специальным представителем Адриаана Якобовица де Сегеда по разрешению конфликта по Приднестровью. 6 октября 2005 года Европейская комиссия открыла новое представительство в Молдове, его возглавил Чезаре де Монтис.
Основным стратегическим приоритетом для официального Кишинёва сейчас является членство в институтах ЕС. Ставший 23 декабря 2016 года Президентом Молдовы Игорь Додон заявил, что хотел бы, чтобы Молдова стала членом Евразийского экономического союза. Однако проевропейски настроенный парламент хочет добиться членства республики в Европейском союзе.
Во время гражданской войны в Сьерра-Леоне Молдова поддерживала оппозицию поставками оружия.